# 엔도 준
엔도 준(일본어: 遠藤 純, 2000년 5월 24일 ~ )은 일본의 여자 축구 선수로 포지션은 미드필더 또는 공격수이다. 현재는 미국 내셔널 위민스 사커 리그의 앤젤 시티 FC 소속으로 뛰고 있다.

## 클럽 경력
후쿠시마현 시라카와시 출신인 엔도 준은 시라카와 시립 시라카와 제1초등학교 3학년 시절에 자신의 아버지가 대표를 맡고 있던 후쿠시마현의 스포츠 클럽인 Vamos 후쿠시마 산하 조직인 화이트 리버 풋볼 클럽에서 축구를 시작했다. 초등학교 6학년 시절이던 2012년에는 일본 맥도날드 홀딩스가 2012년 런던 하계 올림픽을 기념하여 주최한 맥도날드 챔피언 키즈 모집 이벤트에 응모하여 당첨되었다. 2012년 런던 하계 올림픽에서는 런던 웸블리 스타디움에서 열린 미국과 일본의 여자 축구 결승전을 직접 관전했다.
2013년 4월에는 일본 축구 협회에서 운영하는 축구 선수 엘리트 교육 기구인 JFA 아카데미 후쿠시마 셀렉션에 합류했다. 그러나 해당 기구가 2011년에 일어난 도호쿠 지방 태평양 해역 지진의 여파에 따른 후쿠시마 제1 원자력 발전소 사고의 영향으로 인하여 시즈오카현 고텐바시에 일시적으로 거점을 옮긴 상태였기 때문에 엔도는 고텐바 시립 후지오카 중학교에 입학하게 된다. 2016년에는 후쿠시마현 후타바군에 위치한 후쿠시마 현립 후타바 미라이 가쿠엔 중학교·고등학교에 입학했다.
2018년에는 일본 축구 협회에 의해 나데시코 리그(일본 여자 축구 리그) 특별 지정 선수로 선정되었고 닛폰 TV 벨레자에 등록되었다. 2019년에는 닛폰 TV 벨레자에 정식 합류했다. 엔도는 닛폰 TV 벨레자 소속으로 뛰던 동안에 팀의 리그 2회 우승, 축구협회컵 대회 2회 우승, 리그컵 2회 우승에 기여했다.
2021년 12월 11일에는 미국 내셔널 위민스 사커 리그 소속 여자 축구 클럽인 앤젤 시티 FC로 완전 이적했다. 2022년 4월 29일에 열린 노스캐롤라이나 커리지와의 정규 시즌 경기에서 처음으로 출전한 엔도는 팀의 1번째 골을 도와주고 2번째 골을 기록하여 팀의 2-1 승리에 기여했다. 또한 해당 경기의 MVP로 선정되는 영예를 안았다.

## 국가대표팀 경력
엔도는 중학교 3학년 시절이던 2015년에 일본 여자 U-16 축구 국가대표팀 선수로 발탁되었으며 같은 해에 중국 우한에서 열린 AFC U-17 여자 아시안컵에 출전했다. 본선에는 중화 타이베이와의 조별 예선 경기, 태국과의 준결승전 경기에서 골을 기록하는 활약을 펼쳤는데 일본은 해당 대회에서 준우승을 차지했다.
엔도는 요르단에서 열린 2016년 FIFA U-17 여자 월드컵에 참가했다. 가나와의 조별 예선 경기에서는 선발 출전하여 2골을 기록했다. 또한 잉글랜드와의 8강전 경기, 스페인과의 준결승전 경기에도 선발 출전했다. 조선민주주의인민공화국과의 결승전 경기에서는 교체 출전했으나 일본은 승부차기 끝에 조선민주주의인민공화국에 패배하면서 준우승을 차지했다.
엔도는 2017년에 일본 U-19 축구 국가대표팀 선수로 발탁되었고 같은 해에 중국 난징에서 열린 AFC U-20 여자 아시안컵에 출전했다. 본선에서는 베트남과의 조별 예선 경기에 선발 출전하여 일본의 첫 골을 기록했다. 일본은 해당 대회에서 우승을 차지했다.
엔도는 프랑스에서 열린 2018년 FIFA U-20 여자 월드컵에 참가했는데 당시 일본 여자 U-20 국가대표팀에서 최연소이자 유일한 고등학생 선수이기도 했다. 독일과의 8강전 경기에서는 일본의 첫 골을 기록하여 일본의 3-1 승리에 기여했고 경기 최우수 선수로 선정되었다. 엔도는 정위치를 잡은 왼쪽 측면에서 공격을 활성화시켜 2골 5도움을 기록해 일본의 첫 우승에 공헌했다.
엔도는 2019년 2월에 미국에서 열린 시빌리브스컵을 앞두고 있던 일본 여자 축구 국가대표팀에 처음 발탁되었고 같은 해 2월 27일에 미국 펜실베이니아주 체스터에서 열린 미국과의 경기에 처음 출전했다. 프랑스에서 열린 2019년 FIFA 여자 월드컵에서는 조별 예썬 3경기에 모두 출전했으나 일본은 네덜란드와의 16강전 경기에서 패배하면서 탈락했다.
엔도는 2021년 6월 13일에 일본 도치기현 우쓰노미야시에서 열린 멕시코와의 친선 경기에서 자신의 국가대표팀 첫 골을 기록했는데 일본은 해당 경기에서 5-1 승리를 기록했다. 2021년에 열린 2020년 도쿄 하계 올림픽에서 4경기 모두 교체 출전했는데 일본은 스웨덴과의 8강전 경기에서 패배하면서 탈락했다.

## 통계
| 일본 | 일본 | 일본 |
| 연도 | 출전 | 득점 |
| ---- | ---- | ---- |
| 2019 | 12   | 0    |
| 2020 | 2    | 0    |
| 2021 | 8    | 1    |
| 2022 | 7    | 1    |
| 2023 | 15   | 3    |
| 통산 | 44   | 5    |

## 수상

### 클럽
닛폰 TV 도쿄 베르디 벨레자
- 일본 여자 축구 리그 2회 우승 (2018, 2019)
- 황후배 2회 우승 (2019, 2020)
- 나데시코 리그컵 2회 우승 (2018, 2019)

### 국가대표
- 2015년 AFC U-16 여자 챔피언십 준우승
- 2016년 FIFA U-17 여자 월드컵 준우승
- 2017년 AFC U-19 여자 챔피언십 우승
- 2018년 FIFA U-20 여자 월드컵 우승
- 2019년 EAFF E-1 여자 풋볼 챔피언십 우승

### 기타
- 2019년 아시아 축구 연맹(AFC) 선정 아시아 올해의 여자 청소년 축구 선수 수상[23]